# Elve Ellerud
Eric Hjalmar Elve Ellerud, född 11 april 1937 i Nyköpings västra församling, Södermanlands län, död 31 maj 2008 i Täby församling, Stockholms län, var en svensk politiker (centerpartist). Han var åren 1964–1966 ordförande för Centerstudenter. Elve Ellerud var son till studierektorn Eric Ellerud.

## Biografi

### Utbildning
Elve Ellerud tog studentexamen vid Södertälje högre allmänna läroverk 1958. Han påbörjade därefter studier i matematik och fysik vid Uppsala universitet och avlade filosofie kandidatexamen där 1964.

### Politisk karriär

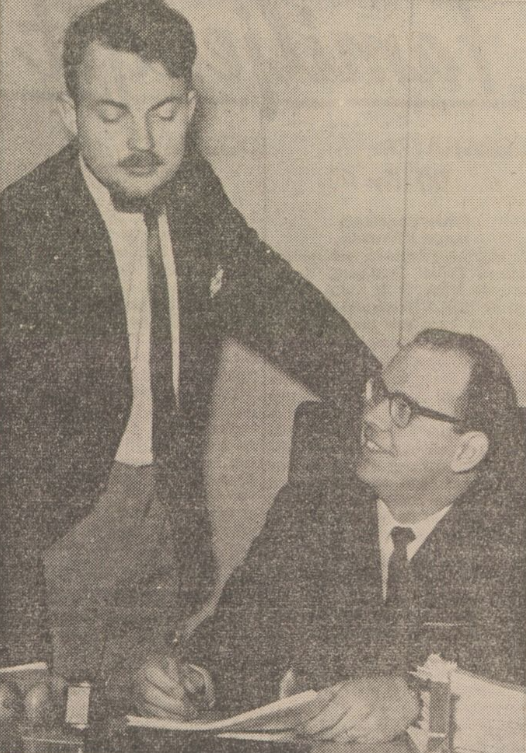
Ordförande Ellerud (sittande) och förste vice ordförande Johan Liljenberg, 1965.

I maj 1964 blev Ellerud politisk sekreterare för Centerstudenter samt valdes in i styrelsen. I november samma år utsågs han till förbundets ordförande och efterträdde Gösta Gunnarsson på posten. Han omvaldes vid årsstämman i maj 1965. Under Elleruds tid som ordförande började Centerstudenter driva bland annat införande av republik i Sverige, sänkning av myndighets- och rösträttsåldern till 18 år (från dåvarande 20 år), ge utlandssvenskar rösträtt, upplösa banden mellan staten och Svenska kyrkan, införa enkammarriksdag samt att Sverige ska verka för att ge Folkrepubliken Kina en plats i FN. Han avgick från ordförandeskapet i maj 1966 och hans efterträdare blev Evan Westerlind.

## Familj
Elve Ellerud var son till studierektorn Eric Ellerud och Astrid Holmgren. Han gifte sig den 28 december 1963 i Helga Trefaldighets kyrka i Uppsala med hushållsläraren Marianne Sandebo (född 1939), dotter till lantbrukare Sven Sandebo och hans maka, född Kalmér. De fick två söner och en dotter.